# Logfia arizonica
Logfia arizonica là một loài thực vật có hoa trong họ Cúc. Loài này được (A.Gray) Holub mô tả khoa học đầu tiên năm 1998.